# Estación de Olmedo de Adaja
Olmedo de Adaja fue una estación de ferrocarril situada en el municipio español de Olmedo, en la provincia de Valladolid, comunidad autónoma de Castilla y León. Las instalaciones ferroviarias, que estuvieron en servicio entre 1884 y 1993, se encuentran preservadas ejerciendo otras funciones.

## Situación ferroviaria
Las instalaciones estaban situadas en el punto kilométrico 70,717 de la línea férrea de ancho ibérico Segovia-Medina del Campo, a 780 metros de altitud.

## Historia
La estación fue puesta en funcionamiento el 1 de junio de 1888 con la apertura al tráfico de la línea Segovia-Medina del Campo, que había sido construida por la Compañía de los Caminos de Hierro del Norte de España por motivos estratégicos y como ruta alternativa a la línea Madrid-Hendaya. En 1941, con la nacionalización de la red ferroviaria de ancho ibérico, la empresa estatal RENFE pasó a ser el titular de las instalaciones. El eje ferroviario Medina-Segovia vivió sus años de apogeo entre las décadas de 1940 y 1960, experimentando un importante tráfico de pasajeros y mercancías. Sin embargo, lo cierto es que a lo largo de su historia la línea no llegó a mover grandes tráficos, siendo clausurada en 1993 debido a lo poco rentable que resultaba su explotación.

## Instalaciones
El complejo ferroviario disponía de un edificio de viajeros, un muelle-almacén de mercancías, varias vías de sobrepaso o apartadero y dos andenes. El andén principal contaba con una marquesina metálica. El edificio principal de la estación contaba con dos plantas, acogiendo la inferior los servicios administrativos, venta de billetes, oficina del jefe de circulación, etc. En la actualidad el edificio de viajeros se encuentra rehabilitado como vivienda particular, por lo que se mantiene en buen estado de conservación. También se mantienen preservados la marquesina y los antiguos andenes.